# Potez XIV
Dimensions
Le Potez XIV est un biplan monomoteur de transport postal français envisagé vers 1920 ou 1921.

## Historique
Le Potez XIV est une réalisation de la société des Aéroplanes Henry Potez, dérivé du Potez IX. Il en reprend le fuselage mais l'envergure de l'aile est réduite. Il n'est pas certain que ce projet ait dépassé le stade de l'étude. 